# 莱佩里耶尔站
莱佩里耶尔站，是法国的一个铁路车站，位于法国中部市镇讷韦尔和瓦雷内沃泽勒交界处，属于讷韦尔城市圈范围。

## 位置
莱佩里耶尔站位于讷韦尔市区的北部偏西，距离讷韦尔站以北大约2.5公里。车站大致呈西南-东北走向，开口朝西北。以铁路为界，东南侧为讷韦尔，西北侧为瓦雷内沃泽勒。车站前方设有一处露天停车场。

## 车站概况
莱佩里耶尔站是一个无人看守的乘降所。站内没有任何售票服务及设施，乘客需上车购买车票或使用通勤卡。
莱佩里耶尔站内没有地下通道或天桥，乘客需通过车站南侧的公路高架桥旁的人行道前往对向站台。
所有经停莱佩里耶尔站的列车均仅在工作日（每周一至五，节假日除外）运行。

## 停靠线路
以下列车线路在莱佩里耶尔站停靠：
| 莱佩里耶尔站列车线路表              |      |        |              |              |
| 线路                                | 车种 | 上一站 | 下一站       | 大致运行频率 |
| 科讷库尔/讷韦尔—讷韦尔勒邦莱/德西兹 | TER  | 讷韦尔 | 讷韦尔勒邦莱 | 每天6趟左右  |
| 1. 2.                               |      |        |              |              |

## 配套交通

### 城际客运
莱佩里耶尔站对应的大巴车上下车地点位于车站西侧。当某条铁路线施工或罢工时，SNCF会提供途径该线路沿途站点的大巴车。

### 市内交通
距离莱佩里耶尔站最近公交车站为"Dr Léveillé"，位于车站南侧的Rue du Dr Léveillé上，距离车站大约200米。停靠该站的公交线路包括讷韦尔公交13路。

## 临近车站
| 莱佩里耶尔站（Gare des Perrières） |                  |          |
| 上行车站                           | 线路             | 下行车站 |
| 讷韦尔站                           | 讷韦尔－沙尼铁路 | 勒邦莱站 |